# De viris illustribus (Nepote)
Il De viris illustribus è un'opera biografica di Cornelio Nepote, scritta nella seconda metà del I secolo a.C.

## Struttura
Il De viris illustribus era una raccolta di biografie in sedici libri, ripartiti in sezioni. In base, infatti, ai frammenti citati in autori posteriori, si riesce a delineare la struttura originaria dell'opera:
- I sovrani stranieri/I sovrani romani
- I capitani stranieri/I capitani romani[2]
- Gli oratori greci/Gli oratori romani[3]
- I poeti greci/I poeti romani[4]
- Gli storici greci[5]/Gli storici romani
- I grammatici greci/I grammatici romani.[6]

I XVI libri erano dunque divisi per categorie (uomini di Stato, comandanti, filosofi ecc.) e raccolti in coppie: in uno erano presentati i personaggi di origine romana, nel secondo quelli stranieri.
Ci è pervenuto integralmente solo il libro dedicato ai condottieri stranieri (De excellentibus ducibus exterarum gentium), con le vite di Milziade, Temistocle, Aristide, Pausania, Cimone, Lisandro, Alcibiade, Trasibulo, Conone, Dione, Ificrate, Cabria, Timoteo, Datame, Epaminonda, Pelopida, Agesilao, Eumene di Cardia, Focione, Timoleonte, i re (ovvero i successori di Alessandro Magno), Amilcare Barca, Annibale.
Ci sono inoltre pervenute, isolate, anche le vite di due storici romani: Catone e Attico.
La trattazione delle vite segue un procedere schematico: parte con la nascita del personaggio, la famiglia, l'infanzia, l'educazione, per concludere con i vizi, le virtù e le imprese.

## Fonti e metodo
L'opera dipende molto dagli storici greci e da fonti spesso consultate troppo superficialmente, così che sono presenti diversi errori: lo stesso Nepote comunque spesso cita direttamente le sue fonti, come il Simposio di Platone o l'Agesilao di Senofonte, oltre alla menzione di Tucidide, Teopompo, Timeo, Dinone e Polibio.
A Nepote, tuttavia, va il merito di aver saputo costruire, pur non avendo ricreato il contesto storico in cui essi vissero, una serie di personaggi-protagonisti che esprimono le diverse finalità morali dell'autore, che scrisse quasi sempre le sue opere per fini morali.
Lo scopo primario dell'opera era quello di delineare, tra vizi e virtù, un esempio di vita, partendo da una serie di personaggi sentiti come esponenti di un grande passato, che l'autore seppe ricostruire a distanza di tempo, quando ormai le rivalità fra modo greco e romano erano attenuate e influenzavano pertanto di meno il lavoro del biografo.
L'autore volle comparare i grandi stranieri, per lo più greci, e i grandi Romani ed indagare le qualità individuali di questi. La sua è una storiografia moralistica, che vuol fare emergere con intento paideutico le principali virtù morali, ossia virtus, sapientia, pietas, abstinentia.
Quello di Nepote, tuttavia, non è un moralismo pesante e smaccato: lo storico lascia, infatti, al lettore giudicare dagli eventi, con uno stimolo di riflessione sulla qualità morale delle persone che, a suo parere, incide significativamente sulla vita degli uomini.
Nepote mostra inoltre, nella Praefatio del De excellentibus ducibus exterarum gentium, un atteggiamento di rispetto verso le culture non romane. Egli infatti sostiene che ogni cultura deve essere valutata sulla base di parametri interni alla stessa, non facendo riferimento a parametri esclusivamente assoluti. Infatti così scrive:
(Praefatio, 1)
Ciò testimonia un rispetto davvero raro per l'antichità, che nasce dalla convinzione che il singolo uomo non è portatore  di un giudizio finale sul mondo. Quello, però, a cui l'autore mira è proprio mettere in evidenza le affinità delle diverse culture, ed in particolare la comunanza fra i grandi delle virtù morali.

## Stile
La scrittura di Nepote mostra grande linearità strutturale e sintattica (tutto corrisponde ad uno schema). Ciò è dovuto sia al carattere paideutico dell'opera, che quindi si rivolgeva non solo a chi ricercava notizie ma anche ad un uditorio non molto istruito, sia per  l'espressa volontà di non ingenerare stanchezza nei lettori. I registri rimangono comunque molto vari: c'è un uso di tutte le strutture grammaticale e di molti registri di linguaggio; vi è poi un particolare gusto per alcune espressioni poco usate come il comparativo di minoranza.

### Traduzioni italiane
- Le vite, trad. Zeffirino Carini, Torino, Paravia, 1894.
- Le vite, trad. Eugenio Ceria, Torino, Libreria Salesiana Editrice, 1898.
- Le Vite, versione di Alberto De' Stefani, Milano, Istituto Editoriale Italiano, 1928.
- Le Vite, traduzione di e note di Carlo Canilli, 2 voll., Firenze, Sansoni, 1923. - Palermo, Sandron, 1923.
- Vite degli eccelsi condottieri, traduzione di corredata di note grammaticali e sintattiche richiamanti il testo latino a cura di Maria Antoniazzi, Milano, Collezione I Classici tradotti, 1942.
- Vite dei massimi condottieri, traduzione di e note di Carlo Vitali, Biblioteca Universale Rizzoli n.1959-1660, Milano, Rizzoli, I ed. febbraio 1961. - Introduzione e note di Emanuele Narducci, Collana Classici (poi Classici antichi n.553, ora Classici greci e latini), Milano, BUR, 1986, 978-88-17-16553-2.
- Opere, a cura di Leopoldo Agnes, Collana Classici latini, Torino, UTET, I ed. 1977.
- Vite e frammenti, traduzione di , introd., note, indici e bibliografia a cura di Antonio Sartori, Collana I Classici di Storia, sezione greco-romana n.VII, Milano, Rusconi, I ed. 1980.
- Gli uomini illustri, traduzione di e cura di Luca Canali, Collana Biblioteca di Cultura Moderna n.890, Bari, Laterza, I ed. 1983; Collana Oscar Classici Greci e Latini n.140, Mondadori, Milano, I ed. 2002.
- Vite degli uomini illustri, Introduzione, trad. e note a cura di Giuseppe Antonio Cornacchia, Bologna, Zanichelli, 1989.
- Vite degli uomini illustri, traduzione di e cura di Cipriano Conti, introd. di Antonino Pinzone, Collana Grandi tascabili economici, Roma, Newton & Compton, 1995, ISBN 978-88-541-1365-7.
- Vite dei massimi condottieri, traduzione di Annamaria Sebastiani, introduzione di Federica Introna, Collana Classici greci e latini, Siena, Barbera, 2012, ISBN 978-88-7899-517-8.

### Studi
- P.K. Marshall, The Manuscript Tradition of Cornelius Nepos, in "BICS", suppl. 37 (1977).
- R. Stem, The Political Biographies of Cornelius Nepos, Ann Arbor, The University of Michigan Press, 2012.
- La Roma di Cornelio Nepote, a cura di G. Solaro, Roma, Aracne Editrice, 2013.